# Васалис, М.
М. Васалис, собственное имя — Margaretha Droogleever Fortuyn-Leenmans (нидерл. M. Vasalis, 13 февраля 1909, Гаага — 16 октября 1998, Роден, провинция Дренте) — нидерландская поэтесса.

## Биография
Закончила медицинский факультет Лейденского университета. Работала врачом-психиатром в Амстердаме и Ассене. Держалась в стороне от литературной жизни, не давала интервью. Псевдоним - латинизированная форма её фамилии Leenmans.

## Творчество
Автор трех прижизненных книг стихотворений, оказавших значительное влияние на нидерландскую поэзию. Её стихи входят во все поэтические антологии, многие из них положены на музыку (см.: ).

## Книги стихов
- 1940: Парки и пустыни/ Parken en woestijnen
- 1947: Птица Феникс/ De vogel Phoenix
- 1954: Vergezichten en gezichten
- 2002: De oude kustlijn

## Признание
Лауреат двух крупнейших нидерландских литературных премий — премии К.Хёйгенса (1974) и премии П. К. Хофта (1982), а также других наград. Снят документальный фильм По следам Васалис (2010). Начали публиковать её переписку.